# Kappa2 Coronae Australis
Título a ser usado para criar uma ligação interna é Kappa2 Coronae Australis.
Kappa2 Coronae Australis (17 Coronae Australis) é uma estrela na direção da constelação de Corona Australis. Possui uma ascensão reta de 18h 33m 23.13s e uma declinação de −38° 43′ 33.4″. Sua magnitude aparente é igual a 5.67. Considerando sua distância de 1716 anos-luz em relação à Terra, sua magnitude absoluta é igual a −2.94. Pertence à classe espectral B9.5.